# Super GT
Il campionato Super GT è una serie automobilistica giapponese, in passato anche nota come All-Japan Grand Touring Car Championship o JGTC (全日本GT選手権, Zen Nihon GT Sensyuken), promossa dalla GT-Association. Fino al periodo in cui si chiamava JGTC era autorizzata dalla Japan Automobile Federation e riconosciuta dalla FIA. Oggi la serie Super GT è autorizzata direttamente dalla FIA.

## Storia

### Il JGTC
Il JGTC fu introdotto nel 1993 dalla Japanese Automobile Federation, tramite la compagnia subordinata GT-Association, per sostituire l'ormai defunto All Japan Sports Prototype Championship (con auto del Gruppo C) e, sempre nello stesso anno, il Japanese Touring Car Championship (per vetture turismo del Gruppo A). Cercando di prevenire la crescita incontrollata dei budget e la dominazione da parte di pochi team nei due campionati, col JGTC si decise di imporre severi limiti sulle potenze delle vetture e di aggiungere delle zavorre alle auto vincitrici e più veloci, il tutto per ottenere gare più emozionanti ed elettrizzanti per il pubblico e per gli stessi piloti.

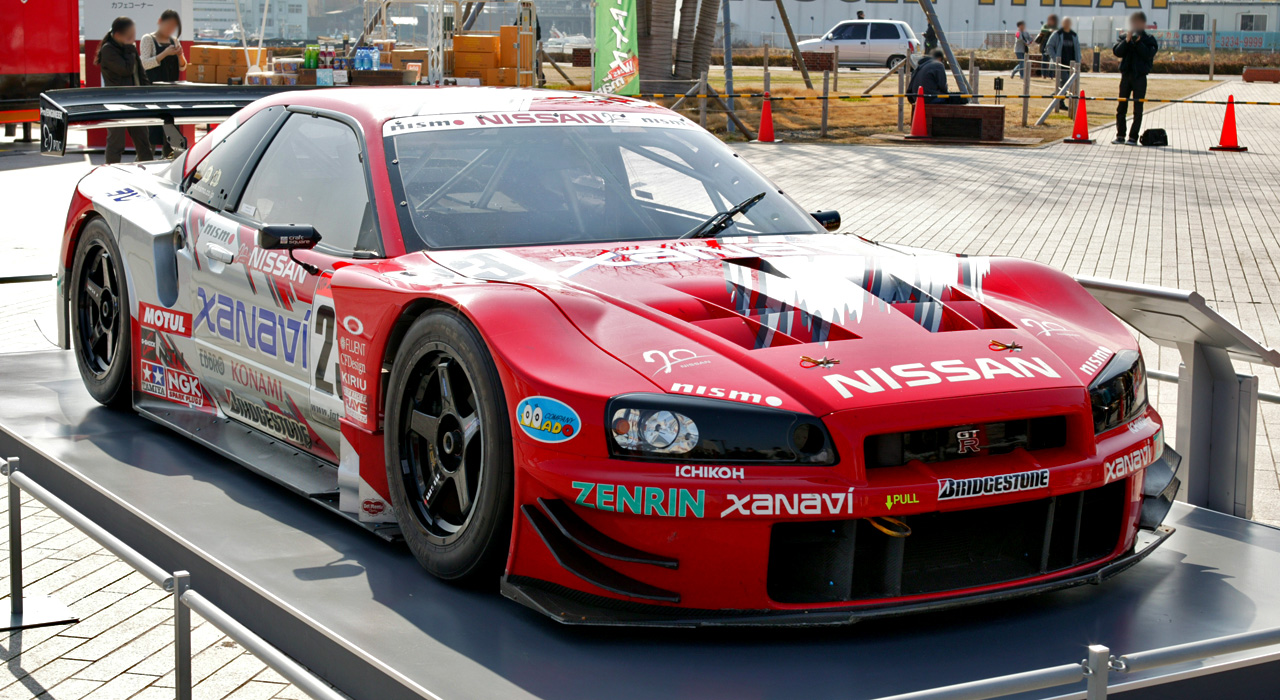
Una Xanavi Nismo Nissan Skyline GT-R del 2003

La primissima gara fu di dimostrazione e si disputò assieme al campionato IMSA GT. A parte le auto GTS e GTU che partecipavano alla serie statunitense, come accadde poi per il resto della stagione, la griglia era composta principalmente da Sport Sedan giapponesi, con la sola eccezione di due nuove vetture JGTC, ossia due Nissan Skyline GT-R elaborate dalla NISMO, che erano auto preparate per competere nel Gruppo A. I prototipi e le vetture GT europee sarebbero apparse insieme solamente in un'altra gara, la 1000 km di Suzuka, assieme alle vetture IMSA e a quelle del Gruppo N.
Durante la stagione successiva le regole del campionato sarebbero state oggetto di revisione: le auto di classe 1 e 2 dovevano soddisfare quasi gli stessi requisiti di quelle che gareggiavano nel campionato FIA GT. Ciò che rendeva il campionato molto particolare rispetto a quelli disputati nelle altre nazioni era il fatto che le squadre che vi partecipavano erano libere di far gareggiare qualsiasi auto anche da altri campionati, come ad esempio le auto della serie IMSA GTS. I prototipi del Gruppo C si dimostrarono subito le auto più veloci ed imprendibili per tutti gli altri; per questo motivo la loro partecipazione fu vietata alla fine della stagione 1994.
Verso la fine della stagione, quando il costo per uniformare le vetture alla classe GT1 della FIA incrementò drasticamente, per mantenere basse le spese e per fare in modo che il campionato non subisse lo stesso destino del Japan Sport Prototype Championship che aveva sostituito, la GT-Association decise di revisionare ancora una volta le regole. Questa volta le autovetture sarebbero state divise in due classi, GT500 e GT300 a seconda del peso e della potenza, la quale poteva essere limitata mediante dei restringimenti dei condotti di aspirazione. Nel 2002 la GT-Association adottò un altro cambiamento dei regolamenti, stavolta per far sì che il campionato rientrasse completamente nelle specifiche GT: le autovetture in gara dovevano essere delle sportive a due sole porte, anche se venne concesso un permesso speciale al team Cusco, per far partecipare la loro Subaru Impreza.
Il campionato JGTC si è spostato per la prima volta oltreoceano in occasione della gara a Sepang, in Malaysia, nel 2000; dal 2004 in poi la tappa in Malesia sarebbe divenuta un appuntamento fisso del calendario. Dopo il tentativo fallito da parte della GT-Association di organizzare una gara sul circuito cittadino di Shanghai, si provò anche a organizzare negli Stati Uniti d'America, con una gara dimostrativa insieme ai piloti e alle vetture del campionato D1GP, sul circuito California Speedway, nella settimana prima del Natale 2004. L'evento non ebbe successo e non venne ripetuto nelle stagioni successive.

### Super GT
Dopo anni di cambiamenti al regolamento, per il campionato JGTC non si abbandonò ancora l'idea di disputare una gara in Cina, a Shanghai, come seconda gara oltreoceano dopo quella in Malesia. Tuttavia, disputare il campionato in più di tre nazioni va contro le regole di categoria per un "campionato nazionale" della FIA. Quindi il campionato doveva essere autorizzato direttamente dalla FIA stessa e non più dalla Japan Automobile Federation.
Il 10 dicembre 2004 fu annunciato tramite un comunicato internazionale che il campionato JGTC, che, prima di allora, aveva previsto solo team, sponsor e fan nazionali, si sarebbe chiamato "Super GT" e avrebbe puntato a sfidare il mondo intero col divertimento che avrebbe offerto.
Una volta abbandonato la possibilità di gareggiare in Cina, essendo disputato solo in due nazioni (Giappone e Malaysia), il campionato avrebbe potuto essere nuovamente autorizzato dalla Japan Automobile Federation, potendo essere denominato anche come "campionato nazionale giapponese". La GT-Association, però, ha scelto nuovamente la FIA per la gestione della serie.

### L'incidente del 1998 al Fuji Speedway
Il pilota giapponese Tetsuya Ota è noto per essere sopravvissuto ad un terribile incidente avvenuto il 3 maggio 1998, durante una gara del JGTC al Fuji Speedway. Le condizioni meteorologiche quel giorno erano pessime, con pioggia intensa e una fitta nebbia, e le auto in gara erano incolonnate dietro la safety car, in attesa di iniziare la corsa. Ota, a bordo di una Ferrari F355, perse il controllo della propria vettura a causa dell'aquaplaning, e andò a schiantarsi contro una Porsche 911 che era uscita di pista qualche attimo prima. Nello scontro entrambe le vetture presero fuoco. Ota rimase intrappolato nell'auto per circa 90 secondi e fu salvato solo grazie al coraggio di Shinichi Yamaji, anch'esso pilota del JGTC, che estinse le fiamme con un estintore. Dopo l'eroico intervento del suo collega, Ota fu lasciato inspiegabilmente a terra per circa 1 minuto e mezzo senza ricevere le adeguate cure mediche da parte dei commissari di soccorso. Il pilota si salvò, pur riportando ustioni di III grado al volto e al collo, e fece causa alla Japan Automobile Federation e agli organizzatori dell'evento al circuito del Fuji per negligenza nei soccorsi, riuscendo a vincere e a ottenere un risarcimento di 90 milioni di yen (pari a circa 800.000 dollari).

## Le gare
Il campionato ha un calendario annuale. Le gare si svolgono su circuiti giapponesi molto conosciuti, come Twin Ring Motegi, Fuji Speedway e Suzuka. La prima gara fuori dal Giappone è stata in Malesia nel 2000 (dal 2004 è un appuntamento fisso) e c'è stata anche una gara in California, al California Speedway, nel 2004.
Erano state pianificate anche gare allo Zhuhai International Circuit nel 2004 e al Circuito di Shanghai nel 2005, ma entrambe non vennero organizzate.
Le gare sono gare di durata (endurance), solitamente di 300 km, ma, a volte, anche di distanze maggiori, come la 1000 km di Suzuka.

## Le auto
Le autovetture sono divise in due categorie: GT500 e GT300, cioè rispettivamente con circa 500 CV (374 kW) e 300 CV (224 kW) di potenza massima. Tutte le squadre hanno l'obbligo di mantenersi entro i limiti massimi di potenza tramite l'utilizzo di restringimenti dei condotti di aspirazione; alcune auto più pesanti, tuttavia, possono ottenere il permesso di utilizzare restringimenti minori per poter competere alla pari con le altre vetture.
Per assicurare il massimo divertimento e spettacolo, le classi GT500 e GT300 corrono sul circuito nella stessa gara; i punti sono assegnati rispetto all'ordine di arrivo della specifica classe.

### GT500

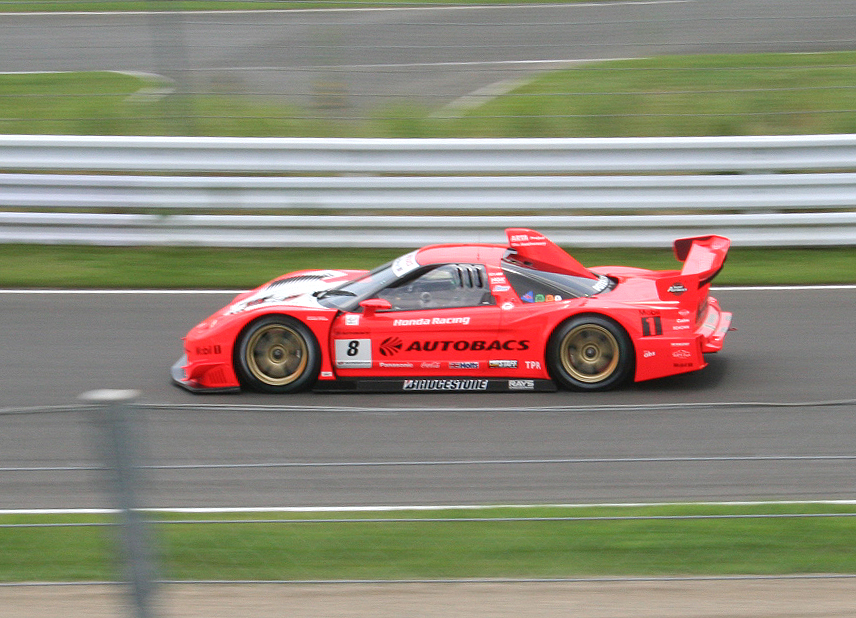
La NSX del team ARTA, che nel 2007 conquisterà il titolo con una gara di anticipo.

La classe più elevata del campionato Super GT è dominata dai tre grandi costruttori giapponesi: Nissan, che schiera la GT-R, Honda, con la nuova NSX e Toyota, la quale ha corso dal 2006 al 2019 con il marchio Lexus, con la Supra MK5, inoltre, in passato, hanno preso parte alla classe GT500 anche team privati, che correvano con marchi europei come: Lamborghini, Ferrari, Aston Martin, Porsche e McLaren, l'unica macchina non giapponese a conquistare il titolo piloti.

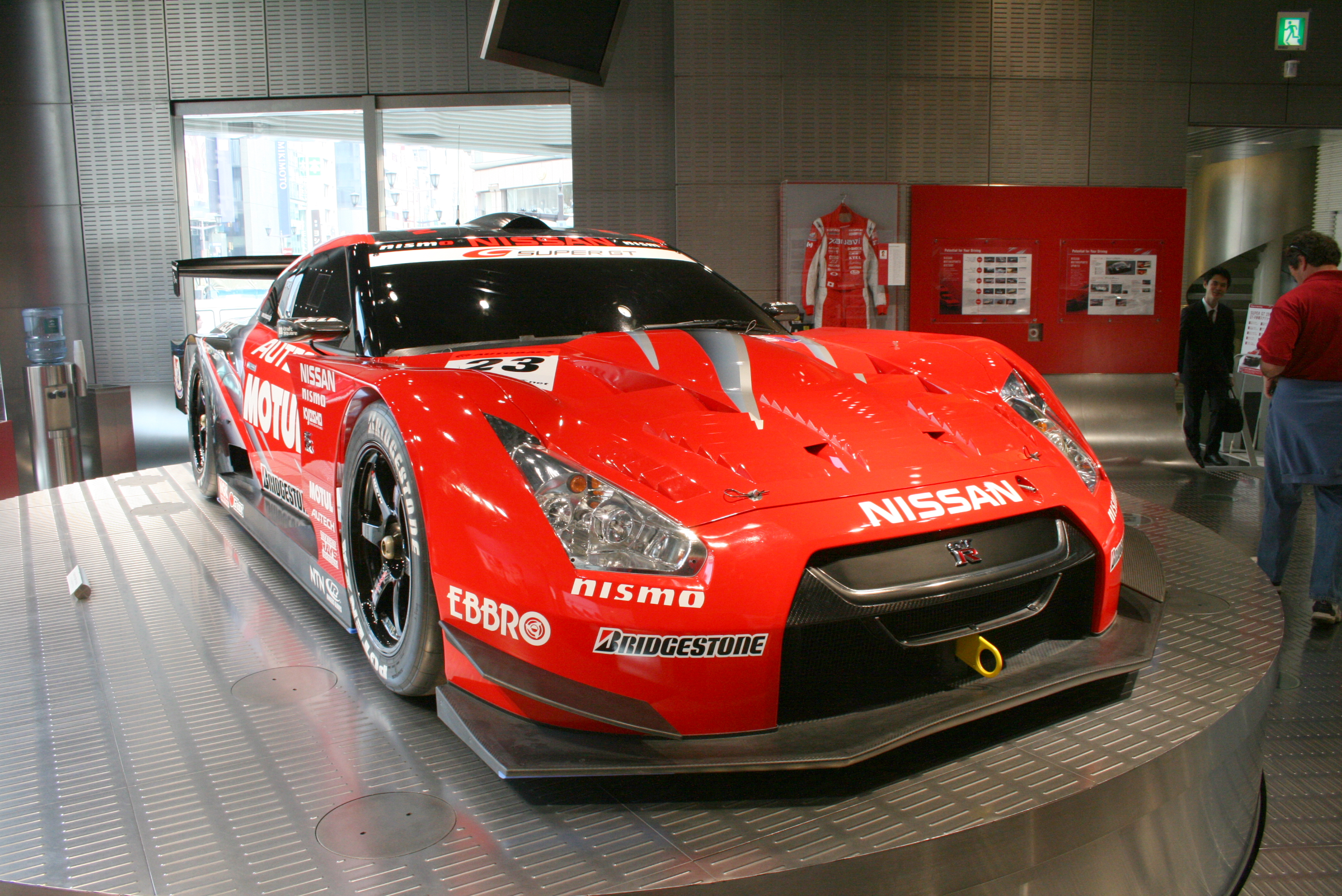
Motul Autech GT-R (2008)

Le regole della classe GT500 sono notevolmente meno severe rispetto a quelle di altri campionati GT di alto livello: i team sono liberi di sostituire i motori con altri della stessa marca durante la stagione, possono modificare la posizione del motore e aggiungere sistemi di sovralimentazione come turbine e compressori a modelli in cui le controparti stradali ne sono sprovviste. Il telaio può essere anch'esso pesantemente modificato, con i tipici diffusori sul retro e le alette davanti, sebbene l'aspetto globale debba rimanere lo stesso delle versioni stradali. Questi regolamenti hanno fatto sì che nel campionato Super GT fossero sviluppate le auto probabilmente più veloci fra tutte quelle che competono nei vari campionati nazionali turismo. Una delle ragioni per cui ciò è accaduto è che i team che vogliono sviluppare una vettura da far correre nel campionato possono evitare gran parte delle spese per l'omologazione delle controparti stradali.
Negli anni più recenti, però, si è nuovamente tentato di avvicinare le regole della classe GT500 a quelle della FIA GT1; le auto delle due categorie, ora, sono ancora più simili, ma le vetture GT500 dimostrano ancora dei vantaggi aerodinamici: per esempio, una Maserati MC12 dalle specifiche FIA GT, testata dal team Goh nel Circuito di Suzuka per prendere parte al campionato giapponese, perdeva diversi secondi a giro nella parte lenta del circuito e la sua partecipazione è stata rimandata. La partecipazione di una Aston Martin DBR9 è stata confermata per la stagione 2009, anche se non per tutte le gare del calendario, poiché il modello era stato progettato per partecipare alla 24 Ore di Le Mans.
Gli aiuti elettronici alla guida, come l'ABS, il controllo della trazione e il controllo elettronico della stabilità sono vietati su tutte le vetture, anche se essi sono presenti sulle controparti stradali, inoltre sono vietati i freni in fibra di carbonio. Ci sono anche limitazioni sulla deportanza generata da elementi aerodinamici come alettoni e spoiler. Per quanto riguarda gli pneumatici, le scelte dei team ricadono principalmente su Bridgestone, Yokohama, Dunlop, Michelin, Kumho e Hankook.

### GT300

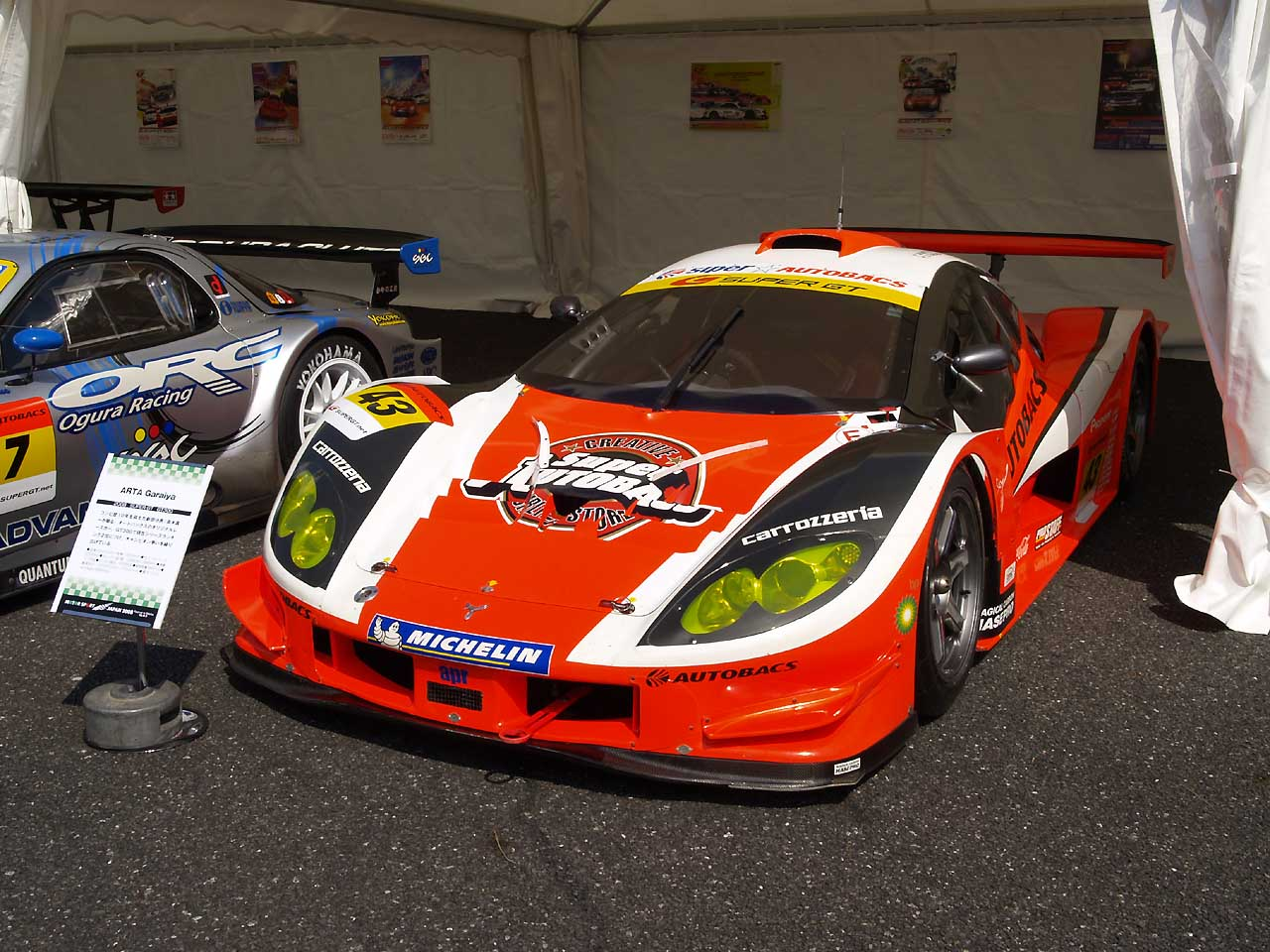
ARTA Garaiya (2008)

Nella classe GT300 partecipano diversi team privati e alcuni team clienti, quindi i tipi e i modelli di autovetture sono molto più vari. In generale, come accade in Europa e Nord America per i campionati con limitazione a 300 cavalli, il marchio Porsche ha spesso la supremazia con la sua 911 GT3. I grandi costruttori giapponesi fanno ovviamente partecipare alcune loro vetture, per cui si possono osservare anche auto come le ASL (Autobacs Sportscar Laboratory), le Mosler e le Vemac (marchio specializzato nell'elaborazione della Lotus Elise). Dal 2006 la partecipazione di vetture GT europee è aumentata, un esempio è la Lamborghini, che ha ottenuto alcuni successi, come nel 2006 a Suzuka. Dal 2008, poi, la BMW partecipa con un team privato.

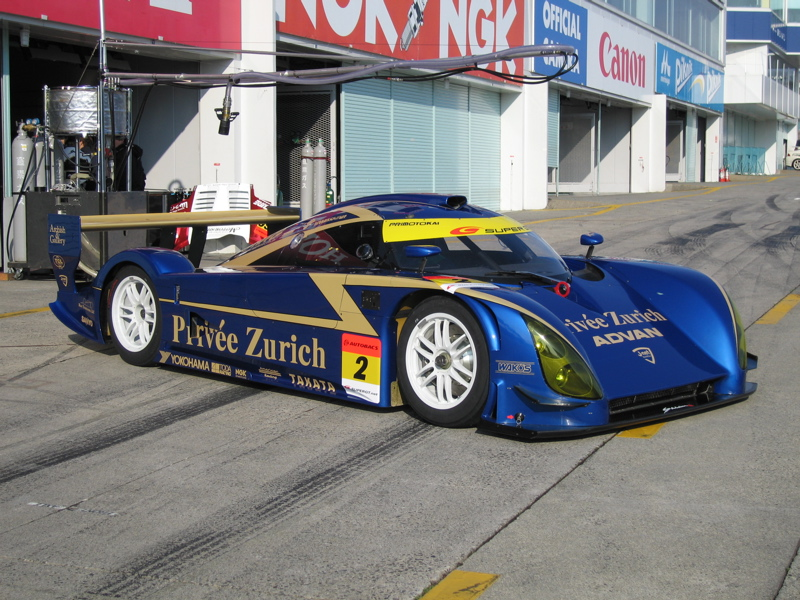
Mooncraft Shiden (MC/RT-16) (2006)

Assieme alle normali vetture GT, gareggia la “Mooncraft Shiden” (MC/RT-16), un prototipo che deriva direttamente da un modello di Daytona 1977. Questa vettura ha ottenuto risultati eccellenti nella classe GT300: ha concluso la stagione 2006 a parità di punti con la capolista, la Mazda RX-7 del team RE Amemiya (anche se il titolo è andato a quest'ultima per maggior numero di vittorie), ed ha vinto il titolo nel 2007.
Agli inizi degli anni 2000 il regolamento consentiva di convertire le auto a trazione anteriore in autovetture da competizione a trazione posteriore, ma molti costruttori, come la Mitsubishi con la sua FTO e la Toyota con la Corolla Levin AE101 decidevano ugualmente di farle gareggiare con la trazione originaria. Così la regola per la conversione è stata abolita nel 2006 e ora tutte le auto possono essere guidate con la loro configurazione originaria. Le auto a trazione posteriore sono sempre le più diffuse, anche se la Subaru Impreza a trazione integrale del team Cusco è rimasta famosa per la sua vittoria a Sepang.
Le vetture che corrono per la classe GT300 sono molto più limitate in termini di potenze e modifiche ammesse rispetto a quelle della classe GT500 e molto più fedeli alle rispettive varianti stradali. I cambiamenti di allineamento del motore e i flap attaccati al telaio non sono permessi, e il tutto va a vantaggio dei team privati che possono partecipare con modelli simili a quelli stradali e con spese non troppo elevate. Nonostante le modifiche minori ai motori e al telaio le auto della GT300 non sono poi di molto più lente delle auto di classe superiore (7-8 secondi) e le gare fra le vetture di questa classe sono sempre molto serrate.
Per il titolo 2009 hanno corso le seguenti case: ASL (Garaiya), BMW (Z4), Ferrari (360 e F430), Lamborghini (Murcielago RG-1 e Gallardo RG-3), Mazda (RX-7), Mooncraft (Shiden), Nissan (350Z), Porsche (911 GT3 e Boxster), Subaru (Legacy B4), Toyota (Corolla Axio e Lexus IS350) e Vemac (RD320R).

## Le regole
Il campionato Super GT è abbastanza unico nel suo genere, poiché afferma apertamente di voler offrire gare spettacolari, anche a costo di far spendere qualcosa in più alle squadre durante la stagione. Tutte le auto sono tarate di solito per sviluppare una potenza di pochi cavalli al di sotto di quella limite del regolamento, tramite restringimenti dei condotti di aspirazione, e ciò fa in modo che la messa a punto effettuata delle varie squadre si concentri su altri parametri. Tutti i pitstop e i cambi di pilota durante le gare devono essere dichiarati obbligatoriamente, in modo da prevenire lo studio di tattiche interne al team per favorire un pilota in particolare.
Nel campionato viene utilizzato un caratteristico e particolare “sistema di svantaggio” per i più veloci che consiste nell'aggiungere un peso o zavorra addizionale alle vetture più veloci del weekend di gara. Sebbene un sistema simile sia adottato anche nei campionati FIA GT e WTCC, la versione propria del campionato giapponese è famosa per essere molto più severa; negli altri campionati, infatti, solitamente la zavorra viene assegnata soltanto alla vettura vincitrice, mentre nel Super GT anche alle migliori posizioni di qualifica e alla vettura che compie il giro più veloce in gara (penalità alleggerita dal 2007). Nella stagione 2007, nella classe GT500 la Honda NSX del team Takata DOME ottenne un record di 5 pole position nelle prime 7 gare, ma, a causa di questo sistema, riuscì a vincerne solamente una.

## I piloti
Come accade per molti altri campionati nazionali ed internazionali, i piloti del Super GT sono molto popolari in Giappone e hanno molti fans. Fra di essi uno dei più famosi è stato sicuramente Keiichi Tsuchiya, che ha corso per il team ARTA (Autobacs Racing Team Aguri) prima di passare nel settore manageriale del team. Altri piloti famosi che hanno corso nel campionato e tutt'oggi continuano a occuparsi della gestione di alcune squadre sono Masahiro Hasemi, Kazuyoshi Hoshino, Aguri Suzuki e Kunimitsu Takahashi (presidente della GT Association). Il campionato attrae anche piloti che lo considerano come un trampolino di lancio per approdare in Formula 1 (o a volte in Formula Nippon): tra i più conosciuti ci sono Ralf Schumacher e Pedro de la Rosa, ma anche piloti che non sono più in Formula 1, come Érik Comas.
Fra i piloti della classe GT300 molti hanno un gruppo di fans per la loro autovettura, ma solo pochi possono vantarsi di avere un fan club personale, come Nobuteru Taniguchi (che è passato dal team Racing Project Bandoh al team RE Amemiya Racing), che gareggia anche nel campionato D1GP. Altri personaggi molto famosi passati per il Super GT sono stati il conduttore TV e cantante Hiromi Kozono e Masahiko Kondo, un attore e pop-star, oggi proprietario di un team nella classe GT500. In GT300 gareggia invece Tetsuya Yamano, che possiede anche una scuola piloti in Giappone ed ha vinto per tre anni consecutivi la tappa malese di Sepang. Tra i piloti italiani che hanno gareggiato in questo campionato va ricordato l'ex pilota di Formula 3000 Marco Apicella, mentre attualmente il nostro paese è rappresentato da Ronnie Quintarelli, che guida una Nissan GT-R del team Hasemi Motor Sport e dal pescarese Andrea Caldarelli su una Lexus del team KeePer Kraft, entrambi in classe GT500.

## Albo d'oro
| Stagione                                        | Classe                                          | Campionato piloti                               | Campionato piloti                               | Campionato teams                                | Campionato teams                                |
| Stagione                                        | Classe                                          | Piloti                                          | Auto                                            | Team                                            | Auto                                            |
| All-Japan Grand Touring Car Championship (JGTC) | All-Japan Grand Touring Car Championship (JGTC) | All-Japan Grand Touring Car Championship (JGTC) | All-Japan Grand Touring Car Championship (JGTC) | All-Japan Grand Touring Car Championship (JGTC) | All-Japan Grand Touring Car Championship (JGTC) |
| ----------------------------------------------- | ----------------------------------------------- | ----------------------------------------------- | ----------------------------------------------- | ----------------------------------------------- | ----------------------------------------------- |
| 1993                                            | GT                                              | Masahiko Kageyama                               | Nissan Skyline GT-R R32                         | non assegnato                                   | non assegnato                                   |
| 1994                                            | GT1                                             | Masahiko Kageyama                               | Nissan Skyline GT-R R32                         | Calsonic Hoshino Racing                         | Nissan Skyline GT-R R32                         |
| 1994                                            | GT2                                             | Sakae Obata                                     | Porsche 964 Carrera RS                          | Kegani Racing                                   | Porsche 964 Carrera RS                          |
| 1995                                            | GT1                                             | Masahiko Kageyama                               | Nissan Skyline GT-R R33                         | Calsonic Hoshino Racing                         | Nissan Skyline GT-R R33                         |
| 1995                                            | GT2                                             | Kaoru Hoshino Yoshimi Ishibashi                 | Nissan Skyline GTS-R                            | Calsonic Impul                                  | Nissan Skyline GTS-R                            |
| 1996                                            | GT500                                           | David Brabham John Nielsen                      | McLaren F1 GTR                                  | Team Lark                                       | McLaren F1 GTR                                  |
| 1996                                            | GT300                                           | Keiichi Suzuki Morio Nitta                      | Porsche Carrera RSR                             | Team Taisan Jr.                                 | Porsche 964 Carrera RSR                         |
| 1997                                            | GT500                                           | Pedro de la Rosa Michael Krumm Masami Kageyama  | Toyota Supra                                    | Toyota Castrol Team TOM'S                       | Toyota Supra                                    |
| 1997                                            | GT300                                           | Manabu Orido Hideo Fukuyama                     | Nissan Silvia S14                               | RS-R Racing Team with Bandoh                    | Nissan Silvia S14                               |
| 1998                                            | GT500                                           | Érik Comas Masami Kageyama                      | Nissan Skyline GT-R R33                         | Pennzoil NISMO                                  | Nissan Skyline GT-R R33                         |
| 1998                                            | GT300                                           | Keiichi Suzuki Shingo Tachi                     | Toyota MR2                                      | Team Taisan Jr. with Tsuchiya                   | Toyota MR2                                      |
| 1999                                            | GT500                                           | Érik Comas                                      | Nissan Skyline GT-R R34                         | Pennzoil NISMO                                  | Nissan Skyline GT-R R34                         |
| 1999                                            | GT300                                           | Morio Nitta                                     | Toyota MR2                                      | Momocorse Racing with Tsuchiya                  | Toyota MR2                                      |
| 2000                                            | GT500                                           | Ryo Michigami                                   | Honda NSX                                       | Castrol Dome Mugen Project                      | Honda NSX                                       |
| 2000                                            | GT300                                           | Hideo Fukuyama                                  | Porsche 996 GT3R                                | Team Taisan Advan                               | Porsche 996 GT3R                                |
| 2001                                            | GT500                                           | Hironori Takeuchi Yuji Tachikawa                | Toyota Supra                                    | Nismo Hiroto/Xanavi                             | Nissan Skyline GT-R R34                         |
| 2001                                            | GT300                                           | Nobuyuki Oyagi Takayuki Aoki                    | Nissan Silvia S15                               | Team Taisan Advan                               | Porsche 911 GT3R                                |
| 2002                                            | GT500                                           | Juichi Wakisaka Akira Iida                      | Toyota Supra                                    | Esso Ultraflo Team LeMans                       | Toyota Supra                                    |
| 2002                                            | GT300                                           | Morio Nitta Shinichi Takagi                     | Toyota MR-S                                     | Team Taisan Advan                               | Porsche 911 GT3R                                |
| 2003                                            | GT500                                           | Satoshi Motoyama Michael Krumm                  | Nissan Skyline GT-R R34                         | Xanavi Nismo                                    | Nissan Skyline GT-R R34                         |
| 2003                                            | GT300                                           | Mitsuhiro Kinoshita Masataka Yanagida           | Nissan Fairlady Z Z33                           | Team Taisan Advan                               | Chrysler Viper GTS-R Porsche 911 GT3R           |
| 2004                                            | GT500                                           | Satoshi Motoyama Richard Lyons                  | Nissan Fairlady Z Z33                           | Nismo Xanavi/Motul Pitwork                      | Nissan Fairlady Z Z33                           |
| 2004                                            | GT300                                           | Tetsuya Yamano Hiroyuki Yagi                    | Honda NSX                                       | M-TEC                                           | Honda NSX                                       |
| Super GT                                        |                                                 |                                                 |                                                 |                                                 |                                                 |
| 2005                                            | GT500                                           | Yuji Tachikawa Toranosuke Takagi                | Toyota Supra                                    | Nismo Xanavi/Motul Pitwork                      | Nissan Fairlady Z Z33                           |
| 2005                                            | GT300                                           | Kota Sasaki Tetsuya Yamano                      | Toyota MR-S                                     | Team Reckless                                   | Toyota MR-S                                     |
| 2006                                            | GT500                                           | Juichi Wakisaka André Lotterer                  | Lexus SC430                                     | Open Interface Toyota Team TOM'S                | Lexus SC430                                     |
| 2006                                            | GT300                                           | Tetsuya Yamano Hiroyuki Iiri                    | Mazda RX-7                                      | RE Amemiya Racing Asparadrink                   | Mazda RX-7 FD3S                                 |
| 2007                                            | GT500                                           | Daisuke Ito Ralph Firman                        | Honda NSX                                       | Autobacs Racing Team Aguri                      | Honda NSX                                       |
| 2007                                            | GT300                                           | Kazuya Oshima Hiroaki Ishiura                   | Toyota MR-S                                     | Cars Tokai Dream 28 Privée Kenzo Asset          | Mooncraft/Riley Shiden MC/RT-16.                |
| 2008                                            | GT500                                           | Satoshi Motoyama Benoît Tréluyer                | Nissan GT-R                                     | Petronas Toyota Team TOM'S                      | Lexus SC430                                     |
| 2008                                            | GT300                                           | Kazuki Hoshino Hironobu Yasuda                  | Nissan 350Z                                     | MOLA                                            | Nissan 350Z                                     |
| 2009                                            | GT500                                           | Juichi Wakisaka André Lotterer                  | Lexus SC430                                     | Lexus Team Petronas TOM'S                       | Lexus SC430                                     |
| 2009                                            | GT300                                           | Manabu Orido Tatsuya Kataoka                    | Lexus IS350                                     | Racing Project Bandoh                           | Lexus IS350                                     |
| 2010                                            | GT500                                           | Takashi Kogure Loïc Duval                       | Honda HSV-010 GT                                | Weider Honda Racing                             | Honda HSV-010 GT                                |
| 2010                                            | GT300                                           | Kazuki Hoshino Masataka Yanagida                | Nissan Fairlady Z Z33                           | Hasemi Motorsport                               | Nissan Fairlady Z Z33                           |
| 2011                                            | GT500                                           | Ronnie Quintarelli Masataka Yanagida            | Nissan GT-R                                     | MOLA                                            | Nissan GT-R                                     |
| 2011                                            | GT300                                           | Nobuteru Taniguchi Taku Bamba                   | BMW Z4 GT3                                      | GSR&Studie con TeamUKYO                         | BMW Z4 GT3                                      |
| 2012                                            | GT500                                           | Ronnie Quintarelli Masataka Yanagida            | Nissan GT-R                                     | MOLA                                            | Nissan GT-R                                     |
| 2012                                            | GT300                                           | Kyosuke Mineo Naoki Yokomizo                    | Porsche 911 GT3-R                               | Team Taisan ENDLESS                             | Porsche 911 GT3-R                               |
| 2013                                            | GT500                                           | Kohei Hirate Yuji Tachikawa                     | Lexus SC430                                     | Lexus Team Zent Cerumo                          | Lexus SC430                                     |
| 2013                                            | GT300                                           | Hideki Mutoh Yuhki Nakayama                     | Honda CR-Z                                      | Team Mugen                                      | Honda CR-Z                                      |
| 2014                                            | GT500                                           | Tsugio Matsuda Ronnie Quintarelli               | Nissan GT-R                                     | Nismo                                           | Nissan GT-R                                     |
| 2014                                            | GT300                                           | Tatsuya Kataoka Nobuteru Taniguchi              | BMW Z4 GT3                                      | Gainer                                          | Mercedes-Benz SLS AMG GT3                       |
| 2015                                            | GT500                                           | Tsugio Matsuda Ronnie Quintarelli               | Nissan GT-R                                     | Nismo                                           | Nissan GT-R                                     |
| 2015                                            | GT300                                           | André Couto                                     | Nissan GT-R NISMO GT3                           | Gainer                                          | Nissan GT-R NISMO GT3                           |
| 2016                                            | GT500                                           | Heikki Kovalainen Kohei Hirate                  | Lexus RC                                        | Lexus Team SARD                                 | Lexus RC                                        |
| 2016                                            | GT300                                           | Takeshi Tsuchiya Takamitsu Matsui               | Toyota 86 MC                                    | VivaC team Tsuchiya                             | Toyota 86 MC                                    |
| 2017                                            | GT500                                           | Ryō Hirakawa Nick Cassidy                       | Lexus LC                                        | Lexus Team KeePer TOM'S                         | Lexus LC                                        |
| 2017                                            | GT300                                           | Tatsuya Kataoka Nobuteru Taniguchi              | Mercedes-AMG GT3                                | Goodsmile Racing & Team Ukyo                    | Mercedes-AMG GT3                                |
| 2018                                            | GT500                                           | Naoki Yamamoto Jenson Button                    | Honda NSX                                       | Team Kunimitsu                                  | Honda NSX                                       |
| 2018                                            | GT300                                           | Naoya Gamou Haruki Kurosawa                     | Mercedes-AMG GT3                                | K2 R&D LEON Racing                              | Mercedes-AMG GT3                                |
| 2019                                            | GT500                                           | Kazuya Oshima Kenta Yamashita                   | Lexus LC                                        | Lexus Team KeePer TOM'S                         | Lexus LC                                        |
| 2019                                            | GT300                                           | Shinichi Takagi Nirei Fukuzumi                  | Honda NSX GT3 Evo                               | Autobacs Racing Team Aguri                      | Honda NSX GT3 Evo                               |
| 2020                                            | GT500                                           | Tadasuke Makino Naoki Yamamoto                  | Honda NSX                                       | Team Kunimitsu                                  | Honda NSX                                       |
| 2020                                            | GT300                                           | Kiyoto Fujinami João Paulo de Oliveira          | Nissan GT-R NISMO GT3                           | Kondo Racing                                    | Nissan GT-R NISMO GT3                           |
| 2021                                            | GT500                                           | Yuhi Sekiguchi Sho Tsuboi                       | Toyota GR Supra GT500                           | TGR Team au TOM'S                               | Toyota GR Supra GT500                           |
| 2021                                            | GT300                                           | Takuto Iguchi Hideki Yamauchi                   | Subaru BRZ GT300 (ZD8)                          | R&D Sport                                       | Subaru BRZ GT300 (ZD8)                          |
| 2022                                            | GT500                                           | Kazuki Hiramine Bertrand Baguette               | Nissan Z GT500                                  | Impul                                           | Nissan Z GT500                                  |
| 2022                                            | GT300                                           | Kiyoto Fujinami João Paulo de Oliveira          | Nissan GT-R Nismo GT3                           | Kondo Racing                                    | Nissan GT-R Nismo GT3                           |
| 2023                                            | GT500                                           | Sho Tsuboi Ritomo Miyata                        | Toyota GR Supra GT500                           | TGR Team au TOM'S                               | Toyota GR Supra GT500                           |
| 2023                                            | GT300                                           | Hiroki Yoshida Kohta Kawaai                     | Toyota GR Supra GT300                           | Saitama Toyopet GreenBrave                      | Toyota GR Supra GT300                           |
| 2024                                            | GT500                                           | Sho Tsuboi Kenta Yamashita                      | Toyota GR Supra GT500                           | TGR Team au TOM'S                               | Toyota GR Supra GT500                           |
| 2024                                            | GT300                                           | Takashi Kogure Yuya Motojima                    | Lamborghini Huracán GT3 Evo 2                   | JLOC                                            | Lamborghini Huracán GT3 Evo 2                   |